# Caroline Sommerfeld-Lethen

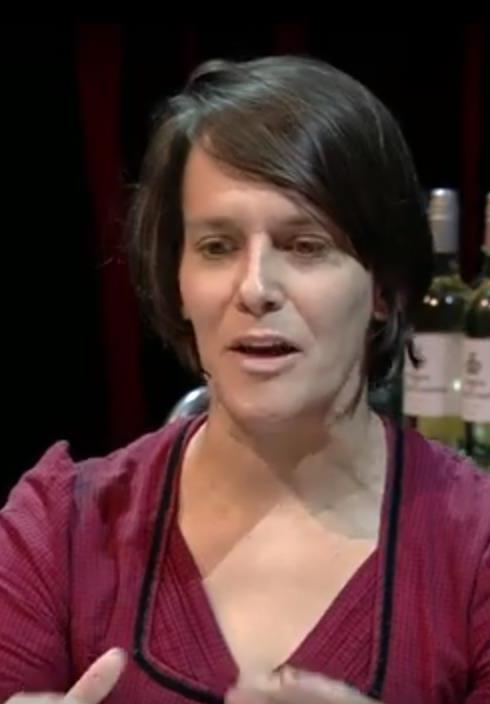
Caroline Sommerfeld (2018)

Caroline Sommerfeld-Lethen (geb. Sommerfeld; * 1975 in Mölln) ist eine deutsche Publizistin. Seit 2015 bewegt sie sich im Umfeld der Neuen Rechten und ordnet sich selbst der Identitären Bewegung zu.

## Leben
Sommerfeld studierte ab 1994 an der Universität Rostock Germanistik und Philosophie und war Stipendiatin der Studienstiftung des deutschen Volkes. Im Jahre 2005 veröffentlichte sie ihre Dissertation über Immanuel Kant unter dem Titel Wie moralisch werden? Sie hatte vereinzelt Lehraufträge an den Universitäten in Rostock und Wien inne, vertrat 1998 eine Assistentenstelle am Institut der Philosophie der Universität Rostock und erwarb ein ECHA-Zertifikat Specialist in Gifted Education (Pädagogik für hochbegabte Kinder der Grund- und Sekundarstufe).
Ihre beiden Söhne besuchten bis zum Schuljahresende 2018 die Waldorfschule Wien West, von der sie aufgrund von angeblichen „gefährlichen politischen Ansichten“ der Mutter kurzfristig verwiesen wurden. Bereits im Februar 2017 war Sommerfeld-Lethen selbst als Schulköchin dieser Schule gekündigt worden, da sie auf „rechtsradikalen Internetseiten“ schreibe. In einer offiziellen Stellungnahme der Schule vom September 2018 hieß es, dass sie nicht angestellt gewesen sei („reine Elternmitarbeit“) und selbst mündlich wie schriftlich den Wunsch geäußert habe, diese Arbeit abzugeben. Bereits zuvor habe sie einschlägige Texte über den Mailverteiler geschickt, wogegen sich Eltern verwahrt hätten.
Sommerfeld publiziert seit 2015 auf ihrem Blog Fauxelle. Seit 2016 schreibt sie für die rechtsintellektuelle Sezession. Es erscheinen regelmäßig Kommentare von Sommerfeld-Lethen auf der FPÖ-nahen Plattform unzensuriert.at.
Sommerfeld ist mit dem Germanisten und Kulturwissenschaftler Helmut Lethen (* 1939), einem (früheren) Exponenten der kulturellen Linken, verheiratet, mit dem sie drei Kinder hat. In der Sezession und ihrem Blog hat sie über die neurechten Auseinandersetzungen mit der 1968er-Generation mehrere „Dialoge mit H.“ veröffentlicht. Helmut Lethen antwortet ihr in seiner Monographie Die Staatsräte, Elite im Dritten Reich: Gründgens, Furtwängler, Sauerbruch, Schmitt, die er als „indirekte Auseinandersetzung mit der neuen Rechten“ bezeichnet. In dem „Ursprungsdenken der neuen Rechten“ sieht Lethen Parallelen zur „Idee der Volksgemeinschaft“. Sie müsse die nationale Identität durch die „Rituale der Exklusionsmechanismen“ erst künstlich herstellen, um sich auf sie berufen zu können.
Sommerfeld veröffentlichte 2017 zusammen mit Martin Lichtmesz, einem der Wiener Köpfe der Neuen Rechten und Ideologen der Identitären, ein Buch mit dem Titel Mit Linken leben. Das Buch wurde als Gegenstück zu Mit Rechten reden von Per Leo, Maximilian Steinbeis und Daniel-Pascal Zorn konzipiert, erschien in Götz Kubitscheks Verlag Antaios und wurde auf der Frankfurter Buchmesse unter Tumulten vorgestellt, die eine Diskussion über den Umgang mit den Neuen Rechten auslösten.

## Rezeption
Michael Pawlik beschrieb 2005 in der Frankfurter Allgemeinen Zeitung Sommerfelds Dissertation über Kants moralische Ethik als eindrucksvoll und überzeugend.
Der Literaturkritiker Ijoma Mangold schrieb in der Zeit, dass das Buch Mit Linken leben viele blinde Flecken habe, es habe aber auch einen scharfen Blick für die blinden Flecken der linksliberalen Öffentlichkeit. Dass Sommerfeld und Lichtmesz allerdings allen, die ihre Positionen zurückweisen und bekämpfen, das Etikett „links“ anhängen, sei der Punkt, an dem sie es sich am entschiedensten zu einfach machen würden. Man müsse durchaus manchmal lachen, wenn man Mit Linken leben liest. Der homerische Witz von Mit Rechten reden aber springe dann doch weiter und höher und unterscheide sich auch in puncto intellektueller Redlichkeit, denn während Mit Linken leben seinen ätzenden Witz ausschließlich mit Blick auf den nicht-rechten Gegner zum Einsatz bringe, würde Mit Rechten reden die rhetorischen und medialen Rituale von Rechten und Nichtrechten gleichermaßen unter die Lupe nehmen. Die immer wiederkehrende Rede von „Schuldkult“ und vom „Nationalmasochismus“ sei der größte blinde Fleck im Denken der Rechten. Sie würden nicht sehen, dass der Umgang der Deutschen mit ihrer historischen Schuld ein souveräner, reflektierter und deshalb selbstbewusster sei. Die Auseinandersetzung damit wäre nicht Masochismus, sondern Geschichtsbewusstsein. Der Sozialpädagoge Christian Niemeyer bemängelte in einer Rezension für die Zeitschrift für Sozialpädagogik „glaubensdurchtränkte Doxa“ in Sommerfelds Buch Wie erziehen. Zehn Grundsätze  und dass Sommerfeld sich „über die wichtigsten Bestände des von ihr kritisierten Faches“ erhebe.
Die Süddeutsche Zeitung schrieb über die Wandlung von Sommerfeld von Positionen der 68er-Bewegung hin zu neurechten Ideologien, dass sie eine viel gelobte philosophische Dissertation über Immanuel Kant unter dem Titel Wie moralisch werden? geschrieben habe und früher „ein gern gesehener Gast auf geisteswissenschaftlichen Tagungen“ gewesen sei. Nun marschiere sie „bei Fackelzügen der Wiener Identitären zum Gedenken an die Schlacht gegen die Türken von 1683 mit“. Sommerfeld erklärte hierzu, dass jeder Kritiker dieser Entwicklung ein „Individuum auf Gemeinschaftszerstörungsdroge“ sein müsse und somit „asozial im Wortsinne“.

## Politische Positionen
In einem Gespräch mit Hasnain Kazim verneinte sie die Frage, ob auch Nichtweiße Deutsche sein könnten. Zwar sei dies für sie nicht allein unter dem Gesichtspunkt der „Rasse“ zu bewerten, „aber es hat auf jeden Fall ganz elementar eine ethnische Komponente. Mit der Staatsbürgerschaft allein ist es nicht getan.“ Was „deutsch“ sei, sei „augenscheinlich“ und bedürfe keiner komplexen Definition. Es reiche, in eine typische deutsche Kleinstadt zu fahren und zu registrieren, „wie die Leute dort denken, wie sie sprechen, wie sie aussehen“. Sie sei aber nicht „gegen Fremde ganz pauschal, das ist Quatsch“. In der vom IfS herausgegebenen Sezession schrieb Sommerfeld: „Der Passdeutsche ist und bleibt vom Abstammungsdeutschen unterscheidbar, auch wenn er […] ebenfalls ‚Deutscher‘ genannt werden muss.“ Laut Sommerfeld müssen „größere Zahlen von Ausländern“ – auch in zweiter und dritter Generation in Deutschland lebende Menschen – das Land verlassen, um „das demographische Ende der Abstammungsdeutschen abzuwenden“.
In einem 2017 in der Sezession protokollierten Gespräch mit ihrem Mann stellte sie die Forderung auf, Holocaust-Forschung müsse „freie Forschung sein dürfen“. Der Historiker Volker Weiß merkte dazu an, dass historische Forschung hierzulande frei sei, strafbewehrt sei nur Holocaustleugnung. Er kritisierte, dass niemand Sommerfeld „in den zahlreichen Interviews“ gefragt habe, was genau sie damit gemeint habe.

## Publikationen
- (Hrsg.): Lebenskunst und Moral. Gegensätze und konvergierende Ziele. Mit einer Einleitung von Helmut Lethen. BWV, Berlin 2004, ISBN 978-3-8305-0577-8.
- Wie moralisch werden? Kants moralistische Ethik. Alber, Freiburg/München 2005, ISBN 978-3-495-48128-8.
  - Je zivilisierter, desto schauspielerischer. Rezension von Michael Pawlik in der Frankfurter Allgemeinen Zeitung, 27. Juni 2005, S. 38.
- mit Martin Lichtmesz: Mit Linken leben. Verlag Antaios, Schnellroda 2017, ISBN 978-3-944422-96-1.
- Wir erziehen. Zehn Grundsätze. Verlag Antaios, Schnellroda 2019, ISBN 978-3-944422-78-7.
- mit Ellen Kositza: Vorlesen. Verlag Antaios, Schnellroda 2019, ISBN 978-3-944422-76-3.
- Selbstrettung. Unsere Siebensachen. (= Kaplaken. 69) Verlag Antaios, Schnellroda 2020, ISBN 978-3-944422-69-5.
- Versuch über den Riß. (= Kaplaken. 78) Verlag Antaios, Steigra 2021, ISBN 978-3-949041-78-5.
- mit Martin Barkhoff: Volkstod – Volksauferstehung. 28 Briefe aus Wien und Peking. Verlag Antaios, Steigra 2021, ISBN 978-3-949041-70-9.
- Verschwörungstheorien. Was machen sie mit uns? Verlag Antaios, Steigra 2024, ISBN 978-3-949041-58-7.